# الحملة العالمية لمبيدات المكروبات
الحملة العالمية لمبيدات المكروبات (اختصارًا GCM) هي منظمة غير ربحية تعمل على تعزيز تطوير واستخدام المبيدات الميكروبية لتحسين الصحة. تتواجد الحملة في مركز PATH في سياتل.

## التاريخ
تأسست الحملة العالمية لمبيدات الميكروبات في عام 1998 في المؤتمر الدولي الثاني عشر للإيدز. منحت GCM العديد من المنح، وضمت قائمة المراجعين أطباء الغدد الصماء التناسلية المشهورين مثل الدكتور جون جين.

## المشاريع
عندما تبين أن مبيد الميكروبات نونوكسينول-9 مرتبط بزيادة خطر الإصابة بفيروس نقص المناعة البشرية، قادت GCM جهودًا لرفع مستوى الوعي بأنه لا ينبغي استخدامه بعد الآن.